# La Harinera
La Harinera es un museo y centro de divulgación cultural y vanguardia artística que se encuentra en el municipio castellanomanchego de Pedro Muñoz.

## Historia y proyecto
El centro fue impulsado por la Fundación Iberoamericana de las Industrias Culturales y Creativas (FIBICC). La estructura fue una antigua fábrica de harinas y pan que funcionaba desde principios del siglo XX y que cerró en los años 1980, esta se reformó en 2014 para convertirse en museo y centro cultural. 
Su función en cuanto a divulgación de la cultura consiste en dar residencia a artistas de diversa índole para que desarrollen su obra y la den a conocer a la sociedad en exposiciones en el mismo centro. Asimismo ofrece eventos musicales donde cantantes y grupos de música alternativa dan sus conciertos. También posee un albergue para intercambios culturales y para alojar a alumnos del idioma castellano provenientes de todo el mundo para cursos que el mismo centro promociona.

## Programa Creative
Es el programa más destacado del centro. Se trata de un programa de residencias que se oferta a través de una beca artística, con la cual cualquier artista internacional que la solicite se puede dar a conocer desarrollando su obra en La Harinera. A cambio el artista tiene que ofrecer talleres donde enseñe al público su técnica y el significado de su obra. Tras finalizada la residencia y el conjunto de obras, el artista las expone al público.